# أنيروذ تابا
أنيروذ تابا (ولد في 15 يناير 1998) هو لاعب كرة قدم هندي محترف يلعب كلاعب وسط في نادي تشينايين ومنتخب الهند لكرة القدم.

## المسيرة مع الأندية
ولد في دهرادون، أوتاراخند، وبدأ دراسته في أكاديمية سانت جوزيف ولعب كرة القدم لفريق مدرسته. ثم بدأ تابا لعب كرة القدم في سن العاشرة في أكاديمية سانت ستيفن لكرة القدم في شانديغار. بعد قضاء بعض الوقت مع منتخب الهند تحت 14 سنة، تم إستدعاء تابا للانضمام إلى أكاديمية اتحاد اهند لكرة القدم الإقليمية في كالياني في عام 2012. ومع انتقاله إلى صفوف منتخب الشباب الوطني، تم نقل تابا إلى أكاديمية النخبة في الاتحاد الهندي حيث أصبح قائد الفريق. في الدوري الهندي تحت 19 سنة. في أبريل 2016، تم اختيار تابا، إلى جانب أربعة لاعبين آخرين، للانضمام إلى نادي ميتز في فترة تدريب قصيرة برعاية فريق نادي تشينايين للدوري الهندي الممتاز. في نوفمبر 2016، بسبب إصابة دهاناشاندرا سينغ التي استبعدت المدافع عن بقية موسم الدوري، تم ضم تابا إلى نادي تشينايين كبديل. لقد ظهر لأول مرة مع الفريق في المباراة النهائية للفريق هذا الموسم ضد غوا. بدأ المباراة ولعب 67 دقيقة. لقد سجل هدفه الأول تقريبًا ولكن لسوء الحظ تم منح هدف خاص به.

## المسيرة الدولية
مثل تابا الهند تحت 14 سنة. لقد كان جزءًا من فريق تحت سن 16 الذي فاز ببطولة اتحاد جنوب آسيا تحت 16 سنة 2013 وشارك في التصفيات المؤهلة لبطولة آسيا تحت 16 سنة. ثم انتقل ثابا لتمثيل فريق تحت سن 19 في بطولة اتحاد جنوب آسيا تحت 19 سنة.
في 6 يناير 2019، سجل ثابا أول هدف دولي له على الإطلاق من خلال الفوز 4–1 على تايلاند في 2019 كأس آسيا. وسجل الهدف الثاني ضد نفس الخصم في كأس الملك عام 2019 الذي فازت الهند 1–0.

### الإحصائيات الدولية
| المنتخب الوطني | السنة   | المباريات | الأهداف |
| -------------- | ------- | --------- | ------- |
| الهند          | 2017    | 2         | 0       |
| الهند          | 2018    | 12        | 0       |
| الهند          | 2019    | 10        | 2       |
| المجموع        | المجموع | 24        | 2       |

### الأهداف الدولية
| رقم | التاريخ      | الملعب                      | الخصم   | الهدف | النتيجة | المنافسة             |
| --- | ------------ | --------------------------- | ------- | ----- | ------- | -------------------- |
| 1.  | 6 يناير 2019 | ملعب آل نهيان، أبو ظبي      | تايلاند | 3–1   | 4–1     | كأس آسيا 2019        |
| 2.  | 8 يونيو 2019 | ملعب نيو آي-موبايل، بوريرام | تايلاند | 1–0   | 1–0     | كأس ملك تايلاند 2019 |

## الإحصائيات

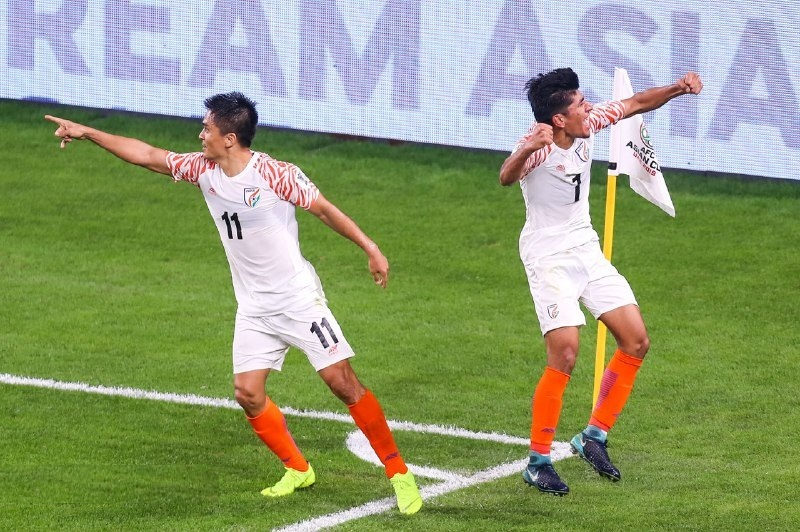
تابا (يمين) يحتفل بهدف مع زميله سونيل تشيتري في مباراة من كأس آسيا 2019 ضد تايلاند

آخر تحديث 30 يوليو 2019.
| النادي                    | الموسم  | الدوري                  | الدوري  | الدوري | الكأس   | الكأس | قاريا   | قاريا | المجموع | المجموع |
| النادي                    | الموسم  | الدرجة                  | مباريات | أهداف  | مباريات | أهداف | مباريات | أهداف | مباريات | أهداف   |
| ------------------------- | ------- | ----------------------- | ------- | ------ | ------- | ----- | ------- | ----- | ------- | ------- |
| نادي تشينايين             | 2016    | دوري السوبر الهندي      | 1       | 0      | —       | —     | —       | —     | 1       | 0       |
| نادي تشينايين             | 2017–18 | دوري السوبر الهندي      | 16      | 2      | 1       | 0     | —       | —     | 17      | 2       |
| نادي تشينايين             | 2018–19 | دوري السوبر الهندي      | 18      | 0      | 4       | 2     | 8       | 1     | 30      | 3       |
| نادي تشينايين             | المجموع | المجموع                 | 35      | 2      | 5       | 2     | 8       | 1     | 48      | 5       |
| نادي ميرناف بنجاب (إعارة) | 2016–17 | الدوري الهندي للمحترفين | 14      | 1      | 0       | 0     | —       | —     | 14      | 1       |
| المجموع                   | المجموع | المجموع                 | 49      | 3      | 5       | 2     | 8       | 1     | 62      | 6       |

## الألقاب
- دوري السوبر الهندي
  - البطل 2017–18

## روابط خارجية
- أنيروذ تابا على موقع إي إس بي إن إف سي (الإنجليزية)
- أنيروذ تابا على موقع قاعدة بيانات كرة القدم.إي يو (الإنجليزية)
- أنيروذ تابا على موقع ناشيونال فوتبول تيمز (الإنجليزية)
- أنيروذ تابا على موقع Soccerway.com (الإنجليزية)
- أنيروذ تابا على موقع عالم كرة القدم.نت (الإنجليزية)